# アンギラ沿岸警備隊船艇一覧
アンギラ沿岸警備隊船艇一覧は、アンギラ沿岸警備隊が過去保有した、または現在保有する、または将来保有する予定の、未完成・計画中止を含めた歴代船艇一覧である。
凡例

## 現有勢力（2008年現在）
- 国防予算：
- コースト・ガード：船艇2隻

## 船艇一覧

### 警備救難業務用船艇
巡視艇
- 『M-160』型 - 1隻

●●（Dolphin）
- 米『27フィート』型 - 1隻

●●（Lapwing）

### その他
Locally Built Craft
- 各型 - 2隻

●●（Anguilletta）、●●（Mapleleaf）